# Кашафутдинов, Станислав Тиморкаевич
Станислав Тиморкаевич Кашафутдинов — советский российский инженер-механик (аэродинамик). Заместитель директора по науке Государственного Сибирского НИИ авиации имени С. А. Чаплыгина (СибНИА). Кандидат технических наук. Лауреат Государственной премии РФ.

## Образование
Средняя школа № 47 Челябинска,
Казанский авиационный институт (1955 г.).

## Наука
Основное направление научных работ — исследование возможностей интегральных компоновок летательных аппаратов; изучение энергетической механизации и других способов управления обтекания. Возглавлял работы по аэродинамике истребителя Т-10, не имеющего равных в истребительной авиации по маневренности, дальности полета и боевой эффективности.

## Награды
Дважды Лауреат Государственной премии РФ (1997, 2003) за дизайнерскую и эргономическую разработку модельного ряда самолетов СУ-26, СУ-29, СУ-31 и их модификации.
Награжден орденами Трудового Красного Знамени, «Знак Почета», медалями «За трудовую доблесть», «За доблестный труд».

## Сочинения
Автор 170 печатных работ и изобретений

## Память
Похоронен на Заельцовском кладбище Новосибирска (квартал 103).